# Daniel Houghton
Daniel Francis Houghton, född omkring 1740 på Irland, död 1791 i Afrika, var en brittisk upptäcktsresande.
Houghton företog, i tjänst hos The Association for Promoting the Discovery of the Interior Parts of Africa, en färd från Gambia mot Timbuktu och nådde Bambouk, men omkom under den västerut därifrån fortsatta färden (ovisst var och hur). Hans forskningar, som inte oväsentligt vidgade européernas kännedom om Afrikas land och folk i denna trakt, fortsattes av Mungo Park. De underrättelser han samlade hos infödingarna kastade ljus över Nigerproblemet.